# La Grande Chasse au requin
La Grande Chasse au requin (Gonzo Papers, Vol. 1 : The Great Shark Hunt : Strange Tales from a Strange Time) est le premier tome des The Gonzo Papers, une série de quatre recueils de textes par Hunter S. Thompson.

## Description
Le recueil, publié en 1979, est composé d'articles provenant de diverses publications telles que le National Observer, The New York Times, Rolling Stone, Scanlan's Monthly, The Reporter, Playboy et autres, publications pour lesquelles Thompson travaillait en tant que correspondant ou pigiste. Le livre contient également des extraits de Las Vegas Parano (Fear and Loathing in Las Vegas) et de Fear and Loathing: On the Campaign Trail '72. Ces articles couvrent une période qui commence au milieu des années 60 et qui se termine au milieu des années 70. On compte parmi les thèmes abordés les mouvances beatnik et hippie, les psychotropes, le rêve américain, la culture (avec un intérêt marqué pour la counterculture) et la politique américaine ainsi que l'Amérique du Sud.
En France, le livre a initialement été publié en 1981 par Les Humanoïdes Associés sous le titre La Grande Chasse au requin, mais découpé en deux volumes : L'Ancien testament Gonzo (qui reprend les première et troisième parties de l'œuvre originale) et Le nouveau testament Gonzo (lequel regroupe les deuxième et quatrième partie du livre original). Le livre a par la suite été repris dans la collection 10/18, qui a respecté ce découpage. Enfin, en 2010, les éditions Tristram ont réédité cet ouvrage (dans le cadre de la publication de l'intégrale des Gonzo Papers), en reprenant ce découpage mais abandonnant le titre générique La grande Chasse au requin, renommant le premier tome Parano dans le bunker et le second Dernier tango à Las vegas.

## Table des matières
Le livre est divisé en quatre parties :
Première partie

Note de l'auteur

Fear and Loathing in the Bunker'

The Kentucky Derby Is Decadent and Depraved

A Southern City with Northern Problems

Fear and Loathing at the Super Bowl

The Temptations of Jean-Claude Killy

The Ultimate Free Lancer

Collect Telegram from a Mad Dog

"Genius 'Round the World Stands Hand in Hand, and One Shock of Recognition Runs the Whole Circle 'Round" — Art Linkletter

Jacket Copy for Fear and Loathing in Las Vegas: A Savage Journey to the Heart of the American Dream

A conversation on Ralph Steadman and His Book, America, with Dr. Hunter S. Thompson

Strange Rumblings in Aztlan

Freak Power in the Rockies

Memo from the Sports Desk: The So-Called "Jesus Freak" Scare

Memoirs of a Wretched Weekend in Washington

Deuxième partie

Presenting: The Richard Nixon Doll (Overhauled 1968 Model)

Note de l'auteur

June, 1972: The McGovern Juggernaut Rolls On

Memo from the Sports Desk & Rude Notes from a Decompression Chamber in Miami

Fear and Loathing at the Watergate: Mr. Nixon Has Cashed His Check

Fear and Loathing in Washington: The Boys in the Bag

Fear and Loathing in Limbo: The Scum Also Rises

Troisième partie

Traveler Hears Mountain Music Where It's Sung

A Footloose American in a Smuggler's Den

Why Anti-Gringo Winds Often Blow South of the Border

Democracy Dies in Peru, but Few Seem to Mourn Its Passing

The Inca of the Andes: He Haunts the Ruins of His Once-Great Empire

Brazilshooting

Chatty Letters During a Journey from Aruba to Rio

What Lured Hemingway to Ketchum?

Living in the Time of Alger, Greeley, Debs

Marlon Brando and the Indian Fish-In

The "Hashbury" Is the Capital of the Hippies

When Beatniks Were Social Lions

The Nonstudent Left

Those Daring Young Men in Their Flying Machines... Ain't What They Used to Be!

The Police Chief

Quatrième Partie

The Great Shark Hunt

Jimmy Carter and the Great Leap of Faith

Address by Jimmy Carter on Law Day: University of Georgia, Athens, GA

The Banshee Screams for Buffalo Meat

The Hoodlum Circus and the Statutory Rape of Bass Lake

Ashes to Ashes & Dust to Dust: The Funeral of Mother Miles

Welcome to Las Vegas: When the Going Gets Weird the Weird Turn Pro

Last Tango in Vegas: Fear and Loathing in the Near Room

Last Tango in Vegas: Fear and Loathing in the Far Room

Bibliography of Works by Dr. Hunter S. Thompson, par Kihm Winship

Bibliography of Works on Dr. Hunter S. Thompson, par Kihm Winship